# La novia de los forasteros
La novia de los forasteros es una película de Argentina en blanco y negro dirigida por Antonio Ber Ciani según su propio guion sobre la obra teatral de Pedro E. Pico que se estrenó el 23 de octubre de 1942 y que tuvo como protagonistas a Miguel Faust Rocha, Pepita Serrador, Aída Alberti y Nicolás Fregues.

## Reparto
- Miguel Faust Rocha
- Pepita Serrador
- Aída Alberti
- Nicolás Fregues
- Guillermo Battaglia
- Alfredo Jordán
- Tito Gómez
- Chela Cordero
- Miguel Coiro
- Judith Sulián
- Alicia Dolio
- Eloísa Cañizares
- Pepita González
- Enrique Vico Carré
- Jacinta Diana